# Диатоника
Диато́ника (от др.-греч. διατονικός, διάτονος, лат. diatonicus, diatonus) — семиступенная интервальная система, все звуки которой могут быть расположены по чистым квинтам (или, если в обратную сторону, — квартам), например: фа — до — соль — ре — ля — ми — си (см. квинтовый круг). Служит основой диатонического звукоряда (гаммы) со специфическим чередованием идущих подряд 2—3 целых тонов и полутона (в отличие от хроматической гаммы, состоящей из одних полутонов, целотоновой гаммы и других).

## Этимология
Прилагательное «диатонический» древнегреческого происхождения и имеет два варианта объяснения:
- др.-греч. διά — «через» + τόνος (интервал целый) «тон». Среди родов мелоса греков только диатонический тетрахорд имел в своём составе целый тон (в то время как полутоны были и в хроматике);
- др.-греч. διατονικός (вар. др.-греч. διάτονος) — прилагательное, буквально означающее «растянутый», «распростёртый» (производное от глагола др.-греч. διατείνω — «растягивать», «распростирать»)[5]. Среди родов мелоса только в диатоническом тетрахорде отсутствует пикнон, потому он трактовался как «разрежённый», «растянутый» (в отличие от других).

Таким образом, оба коренных значения термина «диатоника» — структурные (а не функциональные), и оба говорят о преобладании широких интервалов — больших секунд (в современной терминологии).

## Общая характеристика
Диатоническими называют любые интервалы и аккорды, которые могут быть образованы из звуков диатонического звукоряда. В число диатонических интервалов входят:
- чистая прима (и чистая октава);
- малая секунда (и большая септима);
- большая секунда (и малая септима);
- малая терция (и большая секста);
- большая терция (и малая секста);
- чистая кварта (и чистая квинта);
- тритон (представлен в виде увеличенной кварты или уменьшённой квинты).

Диатоника как интервальная система представляет собой категорию гармонии. «Материальной» (акустической) основой диатоники (впрочем, как и всякой другой интервальной системы) на протяжении столетий служили разные строи — начиная с пифагорова (построенного на чистых квинтах, по которым как раз и можно расположить все диатонические ноты, с соотношением частот 3 к 2) и продолжая чистым, равномерно темперированным и др. При этом музыкально-теоретическая классификация интервалов как диатонических не зависит от того, какой строй лежит в основе той или иной музыки.
Диатоническими считаются песнопения григорианского хорала и русского знаменного распева, русские народные песни, а также песни многих народов Европы. Диатоничны звукоряды натуральных ладов, которые многообразно использовались в европейской многоголосной модальной и тональной музыке. Квинто-терцовая диатоника лежит в основе классической функциональной мажорно-минорной тональности. Основные звукоряды мажора и минора также диатоничны.
Диатоники могут быть неполными, или «олиготоновыми» (от греч. ὀλίγος, здесь — «недостаточный», «малочисленный»). Диатонические олиготоники (2—4 звука) и мезотоники (5—6 звуков) рассматриваются как часть диатонического звукоряда условно, так как они не образуют семиступенных систем и, можно сказать, удовлетворяют определению не до конца. Пример шестиступенной олиготоники — гексахорд Гвидо Аретинского (на нём основан католический гимн «Ut queant laxis», подробности о котором см. здесь).
Недиатонические элементы могут образовываться не только с помощью введения в диатонику элементов хроматики, но и смешением разнородных диатонических элементов в одновременности и в последовании (полидиатоника и миксодиатоника).
Академические композиторы начиная с XIX века (Григ, Шопен, Мусоргский, Римский-Корсаков и др.) использовали диатонику для придания музыке особого колорита (как разновидность модализма) «архаичности», национальной «экзотичности», некой «природной чистоты», нетронутости и т. п. Примеры: Мусоргский. Опера «Борис Годунов». Хор «На кого ты нас покидаешь» (так называемый эолийский лад); Равель. «Павана на смерть инфанты».

## Исторический очерк
Термины διάτονος — diatonus, διατονικός — diatonicus (и однокоренные) появились в античной гармонике в рамках учения о родах мелоса и первоначально относились к строению тетрахорда, поскольку именно кварта была «первым» (то есть наименьшим, наименьшего объёма) консонансом. От других родов тетрахорда диатон отличается отсутствием пикнона, при этом конкретные математические значения тонов и полутонов варьировались: Аристоксен описывал две окраски («хрои») диатона, Птолемей в «Гармонике» выделил пять диатонических родов. Соответственно этому (отсутствию пикнона) этос диатонических мелодий определялся характеристиками «естественный», «натуральный». Боэций (выдающийся транслятор греческой гармоники) объясняет слово «диатон», как «нечто проходящее через тон и ещё через тон». Термин «диатонический» античная наука распространяла и на звукоряды (системы) большего объёма (вплоть до Полной системы), которые составлялись из диатонических видов кварты, квинты и октавы. В полном соответствии с древней научной традицией так же поступали средневековые теоретики музыки — в рамках учения о «видах консонансов» (species consonantiarum).

## Диатонические полутоны
В книге «Музыкальная грамота или основания музыки для не-музыкантов» (1868) Одоевский переименовал полутоны в полуинтервалы:

Интервал Е (mi) и F (fa) <…> и интервал Н (si) и С (ut) <…> условно называются полуинтервалами (или неправильно: полутонами). Все остальные, также условно, называются целыми интервалами. <…> Диатоническою гамма называется так от греческого слова diatonos, которое значит: чрез тон или чрез интервал, ибо <…> в этой гамме полуинтервалы находятся лишь между третьею и четвертою степенью, и между седьмою и восьмою, а все прочие степени идут чрез целый интервал, или чрез целый тон.
— В. Ф. Одоевский.
Гораздо позже ещё один известный русскоязычный источник указывает:

Диатонический полутон не является результатом деления целого тона пополам, но представляет собою лишь разновидность секундового интервала и обладает поэтому теми же мелодическими свойствами, что и целый тон.
— Ю. Н. Тюлин.
Итальянский учёный Патрицио Барбьери, рассматривая диатоническую гамму C, D, E, F, G, A, H, C, утверждает:

Интервалы E — F и H — C были также рассмотрены как тоны, потому что, в соответствии с Gaffurio и другими теоретиками, термин semitone исходно означал неполный тон (а не половина тона), вытекая из semus, что означает несовершенный или уменьшенный.
Оригинальный текст (англ.)The intervals E — F and B — C were also considered as tones because, according to Gaffurio and other theorists, the term 'semitone' originally meant 'incomplete tone' (and not 'half a tone'), deriving from semus, which means 'imperfect' or 'diminished'.
— П. Барбьери.
В действительности, ни Гафури, ни десятки других теоретиков музыки до Гафури никогда не рассматривали интервалы E — F и H — C «как тоны» (как ошибочно считает Барбьери). В тексте трактата Theorica musicae (Музыкальная теория, 1492), фрагмент которого цитирует итальянский исследователь, Гафури поддерживает древнюю истину пифагорейской музыкальной науки — неделимость целого тона на 2 равные половины, следуя при этом старинной традиции (возникшей примерно за 1000 лет до него) этимологического объяснения латинского слова semitonium. Подробнее историю вопроса см. в статье Целый тон.

## Расположение всех звуков диатонической гаммы по чистым квинтам/квартам
Считается возможным расположение всех звуков диатонической гаммы по чистым квинтам/квартам, но указана и невозможность этого в рамках чистого строя. Подразумевая гамму C, D, E, F, G, A, H, C, клавесинист и композитор А. М. Волконский писал:

Чистый строй <…> Натуральную гамму Царлино (Istituzione Armoniche, 1558) вывел из деления струны на простые числа (2, 3/2, 4/3 и т. д.). Она почти полностью совпадает с античной гаммой Аристоксена Тарантийского. Состоит она из трех абсолютно чистых трезвучий С, G, F и двух минорных А и Е <…> Частотные соотношения от С дают соответственно: 9/8 — 10/9 — 16/15 — 9/8 — 10/9 — 9/8 — 16/15. Мы имеем, таким образом, два тона: большой (204 ц.) и малый (182 ц.). Полутоны суть апотомы, уменьшенные на одну схизму. Квинта D — А стоит 680 ц. (уменьшена на 1 СК [синтоническую комму]) и, следовательно, неупотребительна!
— А. М. Волконский.
Далее этот источник указывает: достаточно настроить не более трёх чистых квинт подряд, чтобы избежать пифагорейских терций без применения равномерной темперации.
О том же писал итальянский музыковед П. Барбьери:

Пифагорейская гамма в средневековом пользовании порождалась из цепи чистых квинт <…> Эта схема производила большие терции расширенные синтонической коммой по сравнению с консонантным соотношением <…> В Ренессанс, когда такие интервалы стали использоваться гармонически, теоретики пытались зауживать каждую четвёртую квинту ровно на комму в качестве средства сохранения консонантными всех больших терций <…> F0 — C0 — G0 — D0 — A−1 — E−1 — H−1 <…> здесь показатели степеней указывают совокупные изменения высоты в синтонических коммах по отношению к пифагорейской гамме <…> Потому что создаётся много практических проблем в работе, некоторые учёные полагают, что чистая интонация всего лишь миф; однако такому мнению противоречит много исторических свидетельств.
Оригинальный текст (англ.)The Pythagorean scale in use in the Middle Ages was geneated from a chain of perfect 5th <…> This scheme produced major 3rds enlarged by a syntonic comma compared to the consonant ratio <…> In the Renaissanse, when such intervals began to be used harmonically, theoreticians tried narrowing one 5th in each four by exactly a comma, as a means of keeping all of the major 3rds and tree-quarters of the minor ones consonant. <…> F0 — C0 — G0 — D0 — A−1 — E−1 — H−1 <…> here the exponents indicate the cumulative alterations of pitch, in syntonic commas, with respect to the Pythagorean scale <…> Because it poses many practical problems in performance, some scholars believe that just intonation is only myth; however such an opinion contradicts much historical evidence.
— П. Барбьери.

В своём трактате 1754 года Джузеппе Тартини решительно заявляет, что диатоническая гамма синтонического типа (дана здесь в ключе до-мажор: C0 — D0 — E−1 — F0 — G0 — A−1 — H−1 — C0) была именно тем, чем он сам пользовался на скрипке, не прибегая к темперации
Оригинальный текст (англ.)In his treatise 1754, Giuseppe Tartini categorically states that the diatonic scale of the syntonic type (given here for the key of C major: C0 — D0 — E−1 — F0 — G0 — A−1 — H−1 — C0) was precisely that which he himself used on the violin, without resorting to temperament.
— П. Барбьери.
Источники поясняют: диатоническая гамма чистого строя — не миф, а все её звуки не могут сформировать цепь чистых квинт из-за проблем с консонированием терций. Пользуясь известной системой нотации квинтовых и терцовых тонов, можно мажорную диатоническую гамму чистого строя C0 — D0 — E−1 — F0 — G0 — A−1 — H−1 — C0 переписать нагляднее, как C — D — E — F — G — A — H — C и легко проверить, что в пифагорейской цепи чистых квинт F1 — C — G — d — a — e1 — h1 необходимо заузить на комму четвёртое звено d — a до отвратительной квинты (680 ц.) d — a. Получится цепь F1 — C — G — d — a — e1 — h1, где нет более трёх чистых квинт подряд, зато (после формирования из неё диатонической гаммы) все большие терции окажутся натуральными, синтоническими, то есть консонирующими.

## Вхождение диатоники в хроматику иэнгармонику
В. Ф. Одоевский в своём учебнике музыки для начинающих называл диатонической гаммой последовательность буквенных обозначений звуковысот С (Ut), D (Re), E (Mi), F (Fa), G (Sol), A (La), H (Si). Затем он поочерёдно объединил в одной октаве все интервалы этой диатонической гаммы с таковыми, порождёнными от диезных повышений и бемольных понижений всех её ступеней и получил гаммы c названиями хроматическая диезная и хроматическая бемольная. Далее исследователь указал:

Соединив звукоряд чистой диатонической гаммы с звукорядом хроматической диезной и с звукорядом хроматической бемольной, мы получим то, что ныне называется энгармонической гаммой, а именно: Ut; Re ♭; Ut ♯; Re; Mi ♭; Re ♯; Fa ♭; Mi; Fa; Mi ♯; Sol ♭; Fa ♯; Sol; La ♭; Sol ♯; La; Si ♭; La ♯; Ut ♭; Si; Ut; Si ♯ и т. д.
— В. Ф. Одоевский.
Исходя из такой же, как у Одоевского, пары хроматических гамм, но называя их точнее, а именно, пифагорейская диезная и пифагорейская бемольная, ту же проблему описывал П. Барбьери:

Если мы объединим две гаммы, мы сталкиваемся с интервалами типа D ♭ — C ♯ — называемыми энгармонические.
Оригинальный текст (англ.)If we combine the two scales, we encounter intervals of the type D ♭ — C ♯ — called 'enharmonic'.
— П. Барбьери.